# Моспинська стоянка
Моспинська стоянка — стоянка мисливців пізньої середньокам'яної доби. Розташована біля міста Моспине, що тепер входить до Пролетарського району на південному сході Донецька.
За моспинською стоянкою визначена моспинська культурна група гребениківської культури.
Виявлена Ф. А. Файнвейц у 1970 році, обстежена у 1975 році Дмитром Телєгіним й згодом О. Ф. Гореликом. Стоянка займає схил Гнилого байраку, яким тече струмок, що є лівою притокою Кальміусу. Висота стоянки над рівнем струмка 10-12 м. Матеріали зібрані на ділянці розораного поля площею 250x350 метрів. Зондажами на місці стоянки не вдалося виявити культурні шари.

## Інвентар
Крем'яні вироби стоянки, числом понад 5000, відрізняються дрібними розмірами. Пластини тонкі в перерізі, переважно з тригранною спинкою. Усі знахідки покриті молочно-білою патиною. Крем'яна сировина високої якості. Нуклеуси дрібні, конічні (включно з «олівцоїдними») й призматичні, усі прямоплощинні, з круговим або майже круговим сколом.
Понад половину всіх знарядь становлять платівки з ретушшю, 10 % з яких — платівки з виїмками. На другому місці за кількістю скребки, більшість яких кінцеві, а меншість — округлі. Третє місце посідають різці, що майже всі належать типу різців на розі зламаною платівки.
Коло 9 % трапецій, що виготовлені з платівок за допомогою великої крайової, односторонньої ретуші. За пропорціями трапеції середні та низькі; дві асиметричні й одна висока з бічними виїмками.
Серед негеометричних мікролітів — косі вістря, ретушовані та яніславицького типу мікроліти. Також є уламок платівки з притупленою спинкою.